# Palača Besenghi degli Ughi
Palača Besenghi degli Ughi je poznobaročna palača, ki se nahaja v Izoli.

## O palači
Palača je sestavljena iz treh nadstropij in za tedanje razmere je bila zgrajena v razmeroma kratkem času (1775-1781). Bila je last ugledne in premožne istrske družine Besenghi, ki je izgradnjo svoje palače zaupala milanskemu arhitektu Filippu Dongettiju. Danes ima v palači sedež Glasbena šola Izola, služi pa tudi za poročne obrede. 